# Lipotaxia irregularis
Lipotaxia irregularis là một loài bướm đêm trong họ Geometridae.